# STS-118
 (juin 2022).
STS-118 désigne la vingtième mission de la navette spatiale américaine Endeavour, réalisée en 2007.
Il s'agit du premier vol de l'orbiteur Endeavour depuis la perte de Columbia en 2003 et du 22e vol de navette à destination de la Station spatiale internationale.

## Équipage
- Commandant : Scott Kelly (2)  États-Unis
- Pilote : Charles Hobaugh (2)  États-Unis
- Spécialiste de mission 1 : Richard A. Mastracchio (2)  États-Unis
- Spécialiste de mission 2 : Dafydd Williams (2)  Canada
- Spécialiste de mission 3 : Tracy Caldwell (1)  États-Unis
- Spécialiste de mission 4 : Barbara Morgan (1)  États-Unis
- Spécialiste de mission 5 : B. Alvin Drew (1)  États-Unis

Le chiffre entre parenthèses indique le nombre de vols spatiaux effectués par l'astronaute, STS-118 inclus.

## Paramètres de la mission
- Masse :
  - Navette au décollage : 121 823 kg
  - Navette à l'atterrissage : 100 878 kg
- Périgée : 226 km
- Apogée : 226 km
- Inclinaison : 51,6°
- Période : 91,6 min

## Objectifs
La mission STS-118 est destinée à continuer l'assemblage de la Station spatiale internationale.
Endeavour apporte à la station le segment de poutre S5 ainsi qu'une nouvelle plate-forme extérieure de stockage (External Stowage Platform 3) et un gyroscope de remplacement.
Ce vol sera le dernier à emporter le module Spacehab, un habitat pressurisé placé dans la soute de la navette et permettant à l'équipage de stocker du matériel et de réaliser des expériences scientifiques.
La durée prévue de la mission était de 10 jours, 19 heures et 27 minutes. Mais elle a été prolongée de trois jours avec un atterrissage au quinzième jour, après que le nouveau système de transfert d'électricité de l'ISS à l'orbiteur fut testé. Ce système, pour lequel les trois navettes ont été modifiées, permettra d'économiser leurs piles à hydrogène.
Trois sorties extravéhiculaires d'une durée de 6 heures et demie chacune environ aux quatrième, sixième et huitième jours de la mission était prévues à l'origine. La prolongation de la mission permet une quatrième sortie d'une durée équivalente au dixième jour.

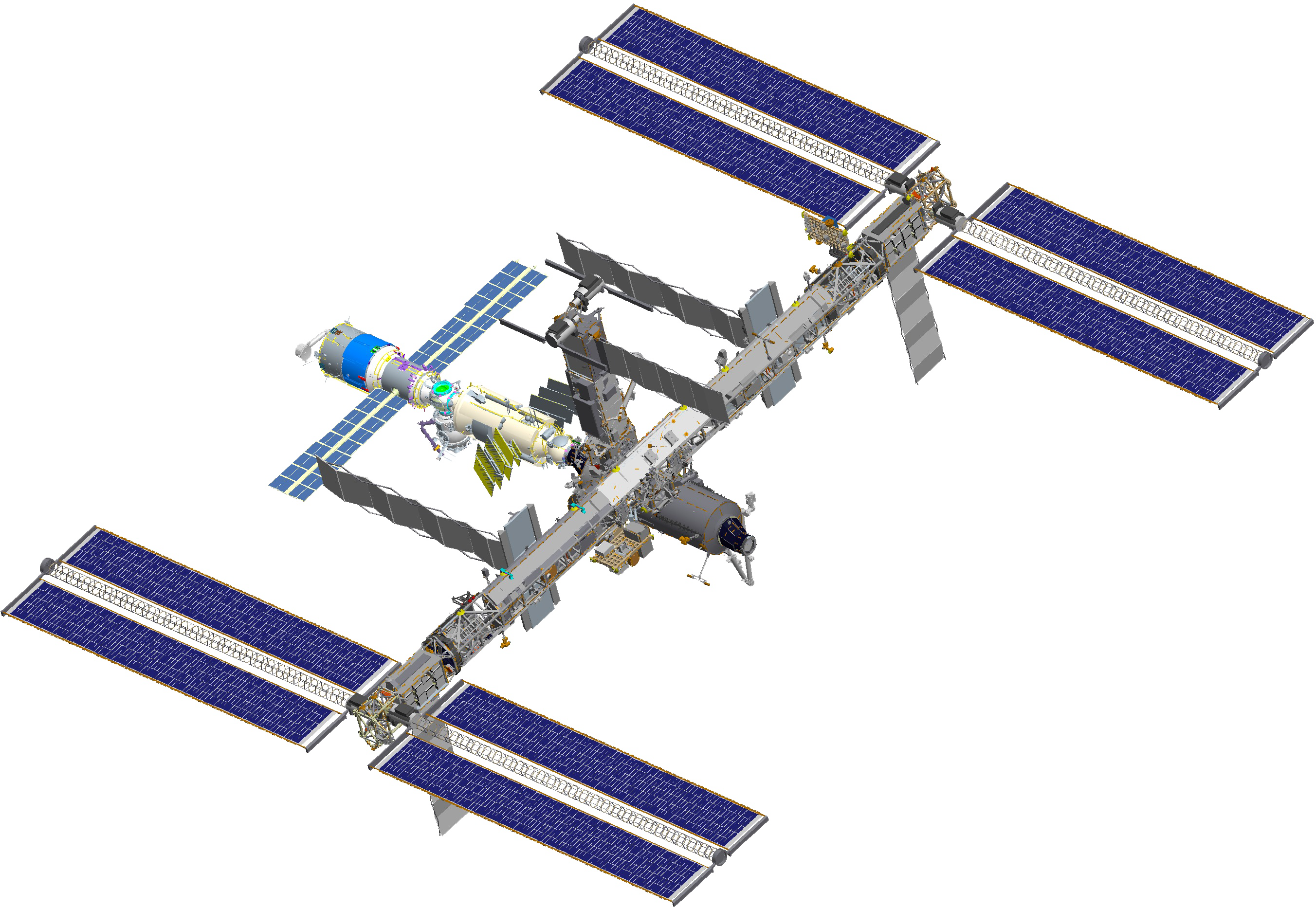
Simulation informatique de l'ISS au terme de la mission STS-118

## Déroulement

### 8 août 2007 (lancement et premier jour de vol)

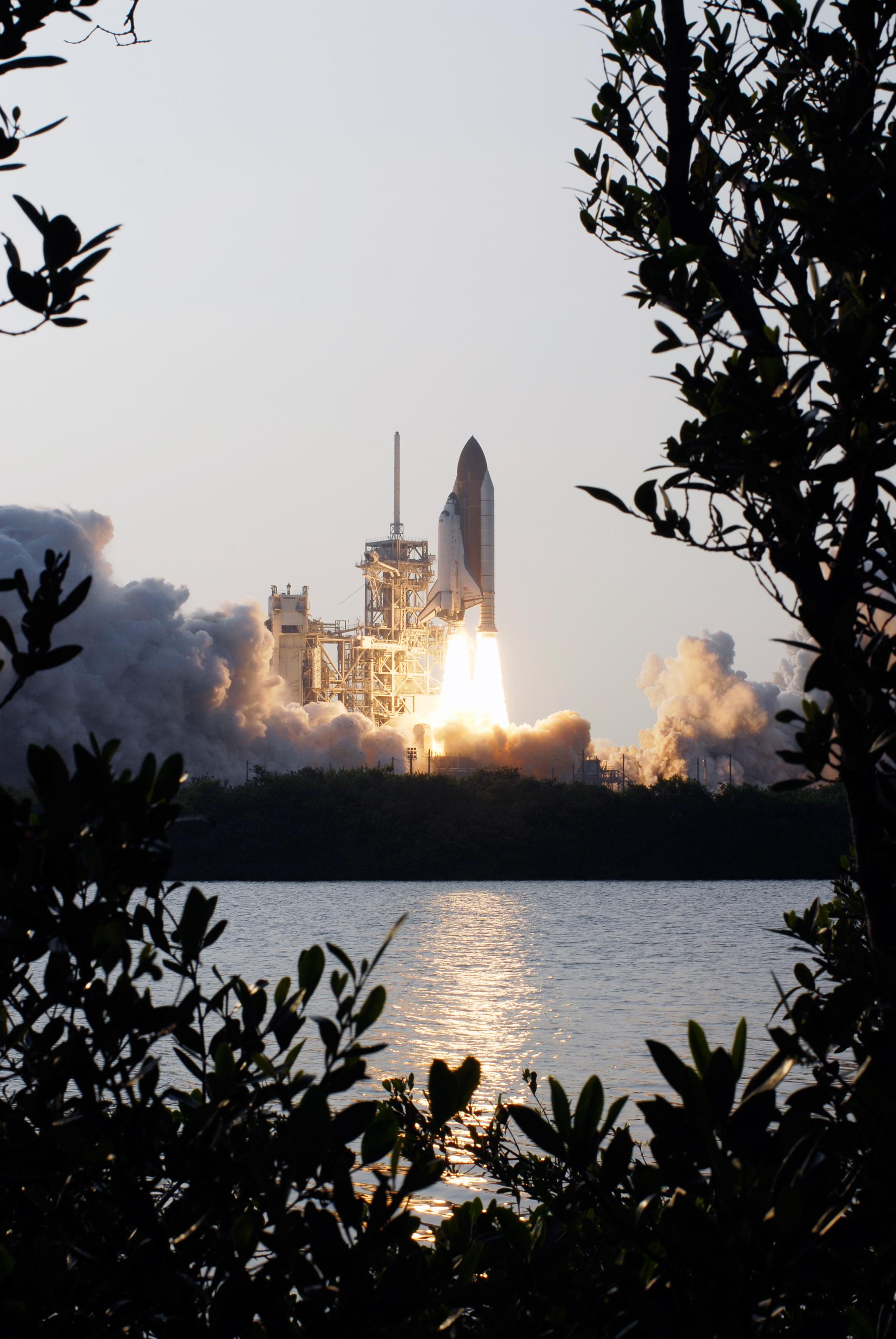
Décollage de la navette Endeavour pour la mission STS-118

- Début du remplissage du réservoir externe de la navette spatiale à 8h11 HAE (heure locale) (12h11 UTC), celui-ci se termine à 11h HAE.
- Arrivée de l'équipage sur le pas de tir à 19h02 UTC.
- Décollage à 18 h 36 min 36 s HAE (22 h 36 min 36 s UTC).
- Séparation des deux propulseurs d'appoint à poudre à 18h39 HAE (22 h 39 min 30 s UTC).
- Coupure du moteur principal à 18 h 45 min 30 s HAE (22 h 45 min 30 s UTC).
- Séparation du réservoir externe à 18 h 45 min 45 s HAE (22 h 45 min 45 s UTC).

### 10 août 2007 (troisième jour de vol)
- Arrimage avec la station spatiale internationale ISS à 14h02m HAE (18h02m UTC).
- Mise en marche du SSPTS (Station-to-Shuttle Power Transfer System), un système permettant à la navette de s'approvisionner en électricité depuis l'ISS. Ce système permet de convertir plus de 8 kilowatts de puissance à partir de la source en 120 volts CC de la station en 28 volts CC pour la navette. Cette installation prolongera l'arrimage de la navette à la station spatiale d'une durée de deux à trois jours.

### 11 août 2007 (quatrième jour de vol)

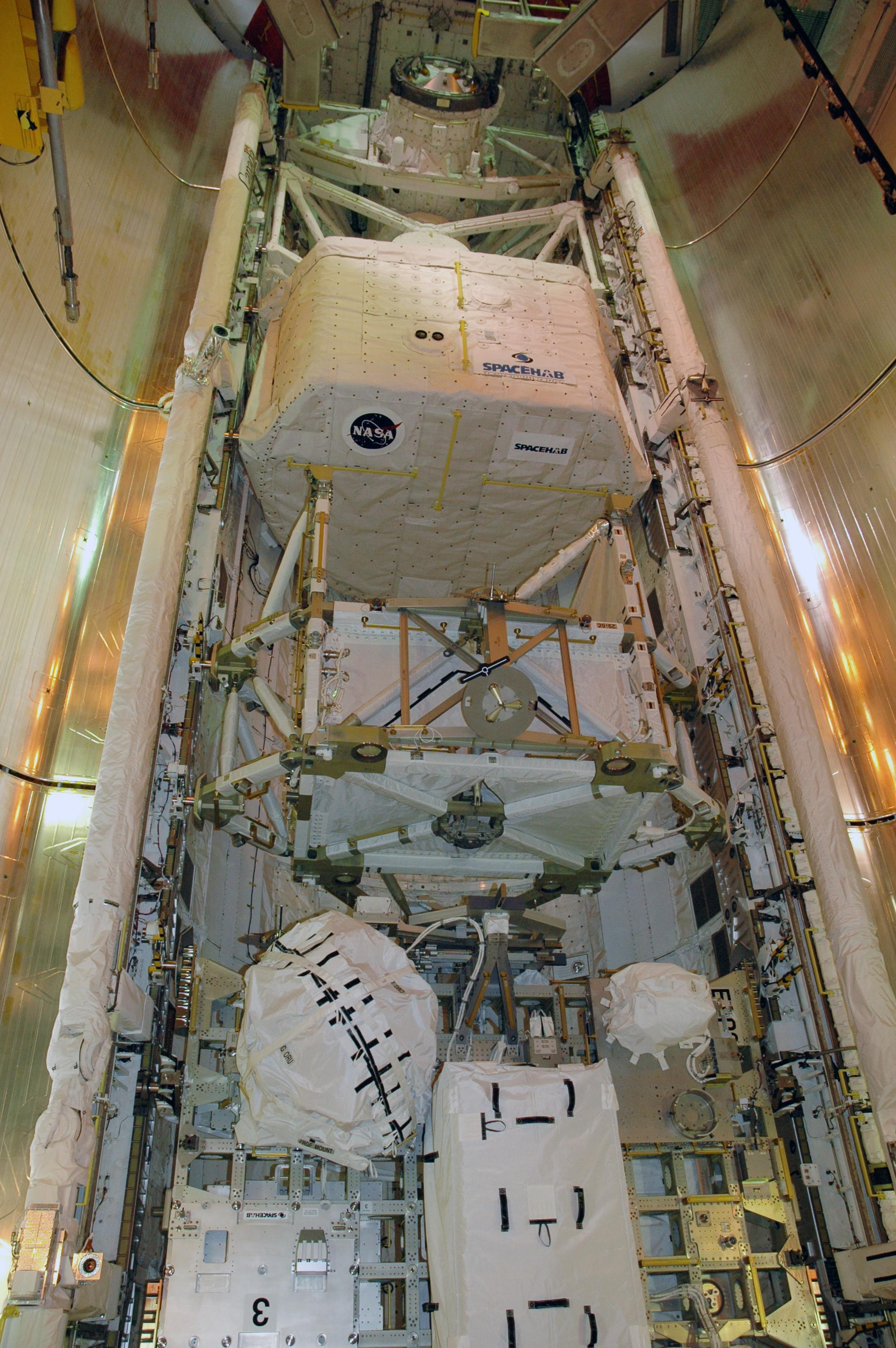
De haut en bas : Le système d'amarrage de la navette, le Spacehab, les poutres S5 et ESP-3, le CMG est le globe en bas à gauche.

Première sortie extra véhiculaire de Dafydd Williams et Richard A. Mastracchio. Le but de cette première sortie de la  mission qui est également une première pour les deux astronautes, est de raccorder le segment de poutre S5 à la station spatiale. 13h00m HAE (17h00m UTC).

### 12 août 2007 (cinquième jour de vol)
Les astronautes font une inspection méticuleuse du dessous de la navette Endeavour pour analyser en profondeur les dégâts occasionnés au départ de la navette, lorsqu'une pièce de mousse logée tout près d'une poutre de soutien du réservoir principal s'est délogée pour frapper tout d'abord une autre poutrelle de soutien du réservoir puis rebondir sur la partie inférieure de l'aile droite de la navette.
Pour ce faire les astronautes utilisent le bras canadien sur la navette pour capturer une extension du bras, l'OBSS (Orbital Boom Sensor System) qui supporte les instruments laser et enfin remettre cette extension au bras de la station spatiale internationale (le bras canadien no 2 ou Canadarm 2), qui elle fera les observations du dessous de la navette. 09h00m HAE (13:00 UTC).

### 13 août 2007 (sixième jour de vol)
- Annonce officielle d'une prolongation de la durée de la mission de trois jours.
- Deuxième sortie extravéhiculaire avec Dafydd Williams[2] et Richard A. Mastracchio pour remplacer un gyroscope défectueux. Plus d'une heure a été nécessaire pour enlever le CMG (Control Movement Gyroscope) défectueux de sa position. 11h33m HAE (15h33 UTC).

### 14 août 2007 (septième jour de vol)
- Le 38e anniversaire de Tracy Caldwell a été marqué par un réveil musical très personnel.
- À 11h17m HAE (15h17m UTC) le module Zarya était à sa 50 000e orbite c'est-à-dire à un kilométrage de 2,2 milliards de kilomètres.
- Le septième jour de vol a été principalement consacré au transfert de ESP-3 (External Stowage Platform - Plateforme de Rangement Externe) de la navette vers l'ISS. L'ESP étant une plateforme pour arrimer différentes composantes et pièces de rechange, qui pourraient tomber en panne sur l'ISS, le CMG (Control Movement Gyroscope) étant un bon exemple d'un élément se retrouvant sur l'ESP-3. Comme son nom l'indique ESP-3 est la troisième plateforme sur l'ISS. L'ESP-1 a été installée sur la coque du laboratoire Destiny le 13 mars 2001 lors d'une sortie extra véhiculaire lors de la mission STS-102. L'ESP-2 a été amenée à l'ISS lors de la mission STS-114, en juillet 2006, elle a été amarrée au sas du module Quest. Il s'agit ici d'une autre première pour la mission STS-118, c'est effectivement la première fois qu'une ESP est installée sans une sortie extra véhiculaire (SEV). Barbara Morgan avec l'aide de Tracy Caldwell ont utilisé le bras manipulateur canadien de la navette pour déloger l'ESP-3 de la soute de la navette pour la passer aux bras Canadarm-2 de l'ISS qui lui était manipulé par Benjamen Drew. Drew l'a ensuite amarrée sur la poutre P3 de l'ISS. Toute l'opération était complètement robotisée. Il y eut ensuite une session d'affaires publiques ou les astronautes ont répondu à quelques questions des élèves de l'école de Boise en Idaho. Durant un entretien avec la chaîne de télévision CBS (États-Unis), le commandant Scott Kelly a révélé ne pas être inquiet quant aux dommages faits aux tuiles de la navette lors de son départ, et qu'il était solidaire avec les décisions de la NASA. « Ma compréhension est que les dommages aux tuiles ne constituent pas un problème de sécurité pour l'équipage, je ne suis pas inquiet pour notre sécurité », a-t-il confirmé lors de l'entretien avec CBS.
- Durant le briefing de l'équipe de gestion de la mission, Kirk Shireman, gestionnaire du programme de l'ISS, a rapporté que l'installation de l'ESP s'était bien passée ; que le nouveau gyroscope fonctionnait bien, et que le passage de l'ESP-3 du bras de la navette à celui de l'ISS s'était également bien passé. Le nouvel ordinateur russe envoyé pour remplacer un ordinateur qui était tombé en panne a été mis en marche et des tests seront effectués à la fin août.
- John Shannon rapporte que tous les composants et systèmes de la navette sont en excellentes conditions. Certaines vérifications sont encore nécessaires afin de déterminer s'il y aura une sortie extra véhiculaire afin de réparer les tuiles endommagées.

### 15 août 2007 (huitième jour de vol)

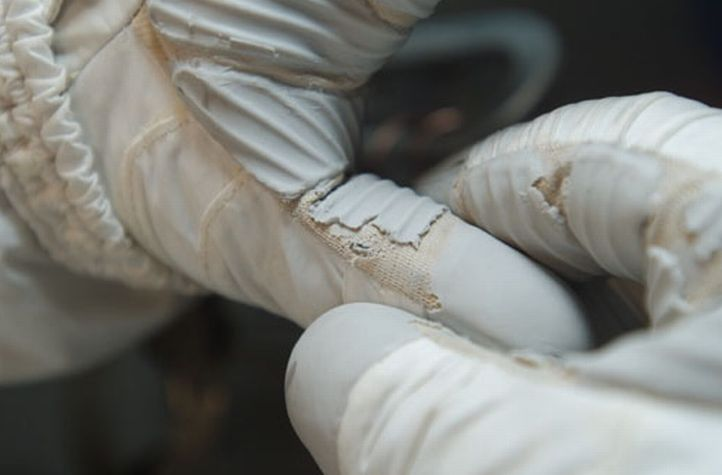
L'accroc au gant de Mastracchio.

Rick Mastracchio et Benjamin Drew, ont été les principaux acteurs de la troisième sortie extra véhiculaire, qui a débuté à 14h37m UTC. Durant celle-ci, les deux karts CETA (Crew External Translation Accessory) ont été déplacés. Le CETA est une sorte de boîte à outils mobile qui peut être glissée sur des rails de l'ISS pour faciliter son accès aux astronautes. Le transpondeur P6 défectueux, a été récupéré, l'antenne S-Band a été déplacée de la poutre P6 vers la poutre P1. Pendant une inspection de routine de leurs gants, Mastracchio a remarqué une légère déchirure sur le pouce de son gant gauche. Pour cette raison la NASA a décidé de terminer la sortie extra véhiculaire à 20h05m UTC, un examen plus approfondi et des photos des gants ont été faites lors du retour des astronautes à l'ISS. La sortie spatiale a permis d'accomplir toutes les activités prévues sauf une, le retrait du MISSE, un instrument de recherche et d'étude, laissé là lors d'une mission précédente. Sur la station, les membres de l'équipage ont continué le transbordement de la cargaison.
Durant le de-briefing de la MMT (Mission Management Team), Joel Montalbano a confirmé que la déchirure du gant de Mastracchio n'a jamais mis en danger l'intégrité de la combinaison spatiale de celui-ci, et que la décision d'écourter la sortie est une mesure de précaution, que des photographies détaillées et que des analyses additionnelles seront réalisées avant la quatrième sortie. Montalbano a également confirmé que cette quatrième sortie ne se fera pas avant samedi, le 18 août. Paul Boehm, responsable des sorties extra véhiculaires, a confirmé que la plupart des objectifs de la sortie avaient été atteints, et il a soutenu qu'en aucun cas il n'y a eu de danger de fuite sur la combinaison spatiale de Mastracchio.
Steve Doering, également du bureau des sorties extra véhiculaires, a commenté la problématique des gants de Richard Mastracchio. Les inspections de routine faites toutes les 30 minutes lors d'une sortie ont été introduites après la mission SST-116, lorsqu'une déchirure était apparue sur l'un des gants de Robert Curbeams, lors d'une sortie spatiale. Une combinaison spatiale comprend 5 épaisseurs de matériau, le deuxième niveau, à partir de l'extérieur est fabriquée en 'Vectran', un matériau très résistant à la déchirure. La déchirure du gant de Mastracchio était à ce niveau. Avant la prochaine sortie, une étude approfondie, à la trace de tout le chemin parcouru par Mastracchio lors de cette sortie sera accomplie. Une étude des deux premières sorties de Mastracchio sera également faite.
John Shannon a noté qu'aucune décision n'a encore été prise au sujet des dommages occasionnés aux tuiles de la navette, et que la quatrième sortie avait été remise à samedi. L'équipe technique responsable d'une éventuelle réparation du bouclier, continue son analyse des risques potentiels d'une telle intervention ainsi que d'autres risques connexes. Shannon a précisé qu'une décision finale sera probablement faite jeudi. Shannon s'est dit confiant dans le fait qu'une sortie ne sera pas nécessaire.
- À 20h58m HAE (00h58m (16 août) UTC) La NASA annonce via le chef de mission John Shannon qu'une sortie extra véhiculaire pour effectuer des réparations au bouclier de la navette, n'est pas envisagée.

### 18 août 2007 (onzième jour de vol)
Les sas entre Endeavour et l'ISS sont hermétiquement fermés.

### 19 août 2007 (douzième jour de vol)
- Endeavour s'est détachée sans encombre le dimanche 19 de la Station spatiale internationale (ISS) à 11h56 GMT, soit un jour plus tôt que prévu, afin de pouvoir se poser avant que l'ouragan Dean ne devienne une menace pour le centre de contrôle de Houston.

- Le traditionnel vol autour de l'ISS, destiné à la photographier pour montrer l'avancée de sa construction, n'a pas été effectué mais remplacé par une dernière inspection du bouclier thermique d'Endeavour, qui n'a pas révélé de nouveaux dégâts.

### 21 août 2007 (quatorzième jour de vol)
- Atterrissage au centre spatial Kennedy à 12h32m HAE (16h32m UTC)

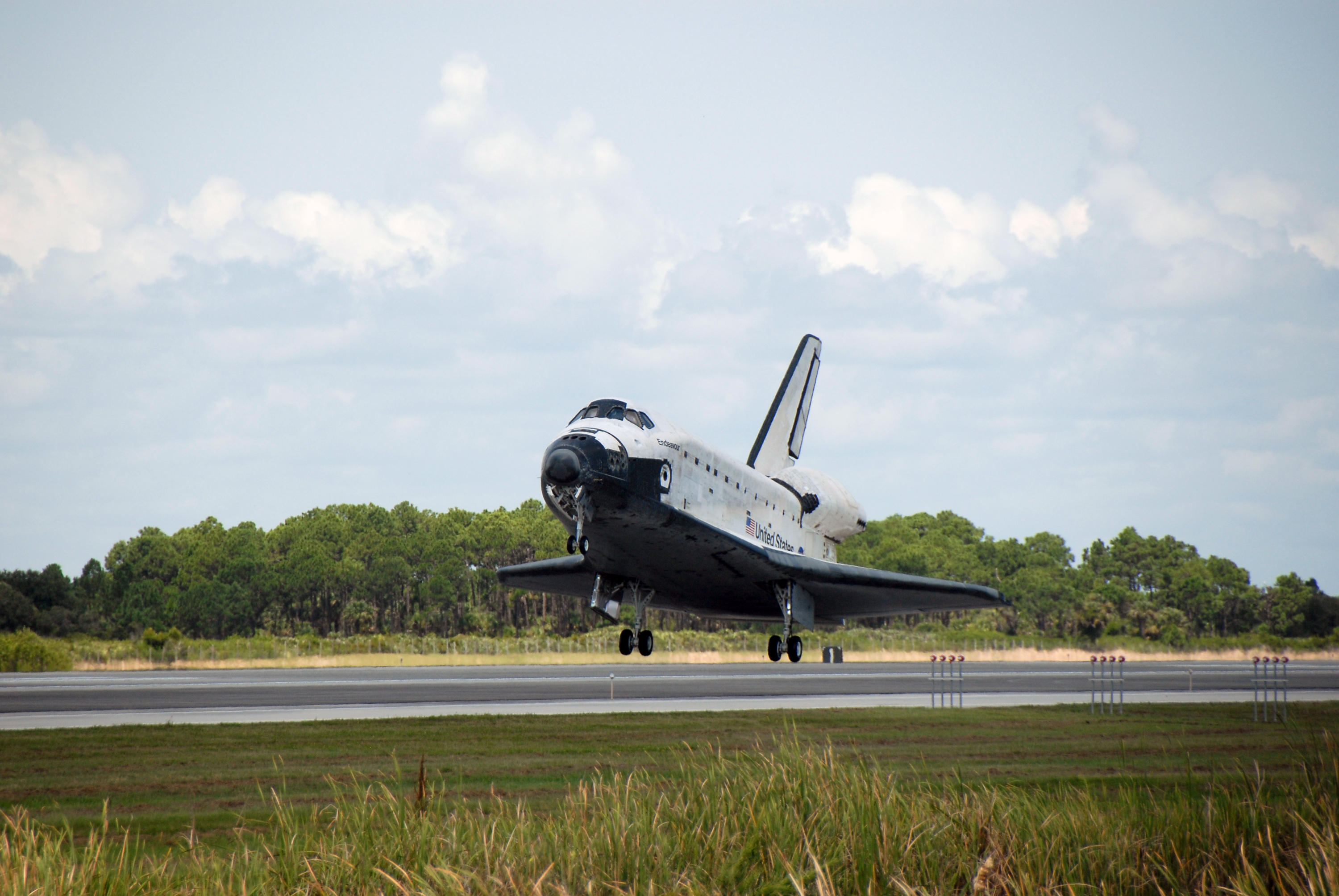
Endeavour de retour sur Terre

## Réveils musicaux
Comme de coutume sur les vols spatiaux américains depuis le Programme Gemini, les astronautes sont réveillés par une chanson qui est généralement dédiée plus particulièrement à l'un d'entre eux.
- Deuxième jour : Where My Heart Will Take Me par Russell Watson (générique de la série Star Trek: Enterprise) : jouée pour le spécialiste de mission Rick Mastracchio. WAV MP3
- Troisième jour : Mr. Blue Sky par le groupe Electric Light Orchestra : jouée pour le commandant Scott Kelly. WAV MP3
- Quatrième jour : Gravity par John Mayer : jouée pour le pilote Charles O. Hobaugh. WAV MP3
- Cinquième jour : Up! par Shania Twain : jouée pour le spécialiste de mission Dafydd Williams. WAV MP3
- Sixième jour : Outa-Space par Billy Preston : jouée pour le spécialiste de mission Alvin Drew. WAV MP3
- Septième jour : Joyeux anniversaire (chantée par les nièces et neveux de Tracy) jouée pour la spécialiste de mission Tracy Caldwell pour son anniversaire. WAV MP3
- Huitième jour : Good Morning World jouée pour la spécialiste de mission Barbara Morgan, écrit et chanté par son fils Adam. WAV MP3
- Neuvième jour : Times Like These par les Foo Fighters : jouée pour le spécialiste de mission Rick Mastracchio.   WAV MP3
- Dixième jour : Black Horse and the Cherry Tree par KT Tunstall : jouée pour la spécialiste de mission Tracy Caldwell. WAV MP3
- Onzième jour : Learn to Fly par les Foo Fighters : jouée pour le spécialiste de mission Alvin Drew. WAV MP3
- Douzième jour : Teacher, Teacher par le groupe .38 Special : jouée pour la spécialiste de mission Barbara Morgan. WAV MP3
- Treizième jour :  Flying par le groupe Long John Baldry Trio : jouée pour le spécialiste de mission Dafydd Williams. WAV MP3
- Quatorzième jour : Homeward Bound par Simon and Garfunkel : jouée pour l'équipage en entier. WAV MP3

## Divers
- Barbara Morgan est la première enseignante à devenir spécialiste de mission et à partir dans l'espace. Elle s'était entraînée aux côtés de Christa McAuliffe qui est morte en 1986 avec six autres astronautes lors de l'accident de la navette spatiale Challenger en tant que suppléante dans le cadre du projet « Teacher in Space » (projet permettant à un enseignant de participer à une mission spatiale).

- Un ordinateur destiné à la station spatiale internationale fut saboté chez Invocon, un sous-traitant de Boeing.

- Microsoft a reçu l'autorisation d'installer ses appareils photos sur le site de lancement d'Endeavour. La technologie Photosynth utilisée offre un montage 3D de photos haute résolution, permettant de tourner autour du site photographié et de zoomer quasiment à volonté. Il s'agira d'images jamais vues par le grand public car les personnes non autorisées n'ont pas accès au pas de tir les jours précédant le lancement[4].